# Vyalsovita
La vyalsovita és un mineral de la classe dels sulfurs. Rep el nom en honor de Leonid Nikolaevich Vyalsov (1939), especialista en l'òptica de la reflexió de la llum.

## Característiques
La vyalsovita és un sulfur de fórmula química FeCaAlS(OH)₅. Va ser aprovada com a espècie vàlida per l'Associació Mineralògica Internacional l'any 1989. Cristal·litza en el sistema ortoròmbic.
Segons la classificació de Nickel-Strunz, la vyalsovita pertany a «02.FD - Sulfurs d'arsènic amb O, OH, H₂O» juntament amb els següents minerals: quermesita, viaeneïta, erdita, coyoteïta, haapalaïta, val·leriïta, yushkinita, tochilinita, wilhelmramsayita i bazhenovita.

## Formació i jaciments
Va ser descoberta a la mina Komsomol'skii, situada al dipòsit de coure i níquel de Talnakh, a la localitat russa de Norilsk, a Taimíria. La localitat tipus és l'únic indret de tot el planeta on ha estat descrita aquesta espècie mineral.